# Kaloyan Ivanov
Kaloyan Ivanov, (en bulgare : Калоян Тошков Иванов), né le 18 mars 1986 à Varna, en Bulgarie, est un joueur bulgare de basket-ball, évoluant au poste d'ailier fort. Il est le frère jumeau du basketteur Dejan Ivanov.